# Grizzly Man
Grizzly Man es un documental del director alemán Werner Herzog. Trata sobre las filmaciones y puntos de vista de Timothy Treadwell, un ecologista entusiasta de los osos grizzly. La cinta fue estrenada en 2005.

## Antecedentes
Treadwell pasó trece veranos en el parque nacional y reserva Katmai, en Alaska. Con el tiempo, comenzó a pensar que los osos le tenían confianza, permitiéndole acercarse y a veces incluso tocarlos. En varias ocasiones las autoridades del parque le advirtieron de que su comportamiento era peligroso, para él y para los osos. Treadwell filmó sus logros y utilizó las imágenes para llamar la atención sobre su situación en los Estados Unidos. En 2003, hacia el final de su decimotercera visita, fue atacado, muerto y en parte comido por un oso. Su novia, Amie Huguenard, quien lo acompañaba, también fue devorada por un oso.

## Autorización
Para la filmación se requirió la autorización de Jewel Palovak, amiga cercana de Treadwell y cofundadora de Grizzly People (gente grizzly), una organización que ambos crearon para proteger a esta especie. Se conocieron en 1985 y durante algún tiempo fueron pareja. Siguieron siendo amigos cercanos, y ella tenía los derechos de las más de cien horas de filmación. También tenía la autorización explícita de Treadwell de hacer algo con el material.
Al testimonio de Palovak se le dedican varios minutos en el documental. Se incluyen los momentos cuando en la morgue se le entrega el reloj de pulsera de Treadwell, cuando recibe a Werner Herzog en su casa y cuando el director escucha frente a ella y con auriculares el ataque, pues la cámara registró los sonidos aunque no las imágenes. Herzog sugiere a Palovak que destruya la cinta.

## Filmación y proyección

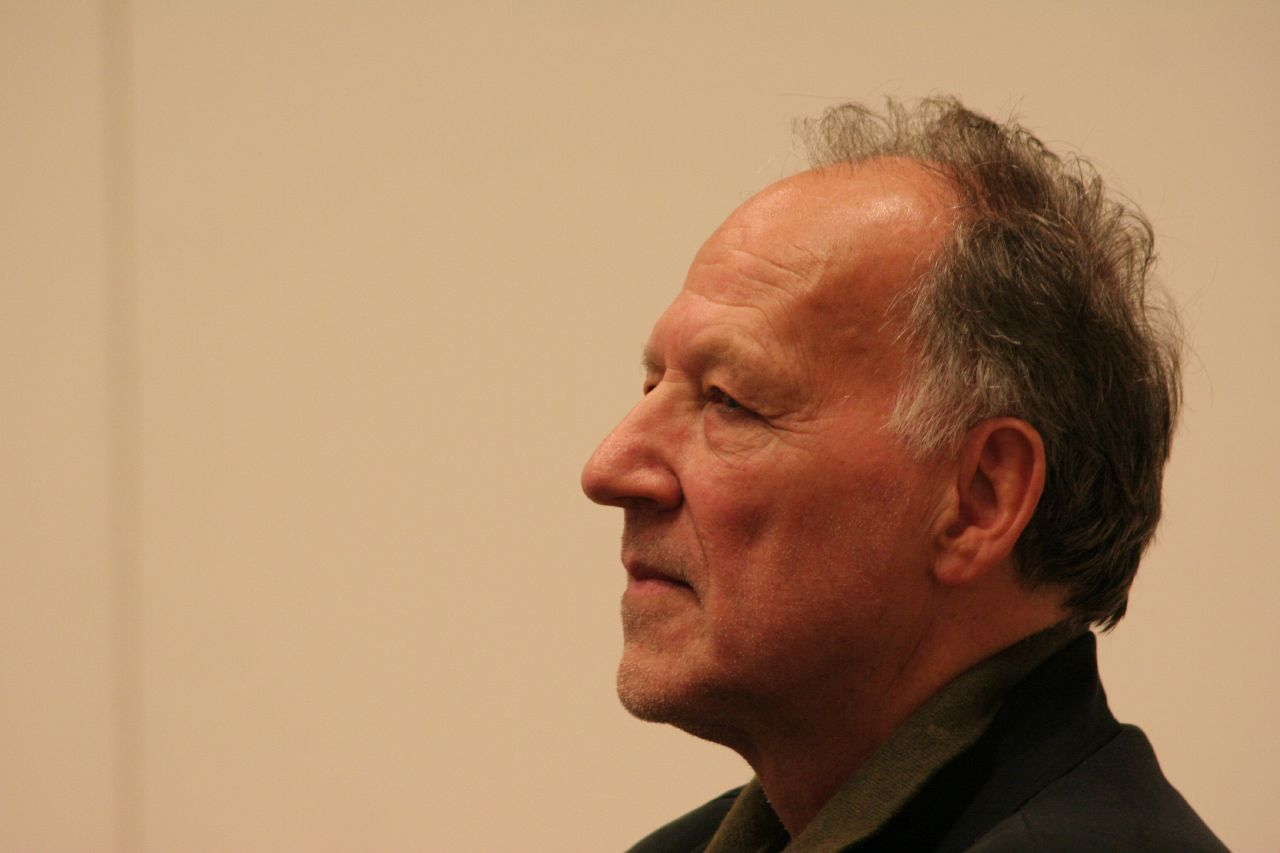
El director de la cinta, Werner Herzog.

La principal fuente del documental son las grabaciones de vídeo que muestran a Treadwell en compañía de los grizzly durante sus estancias en el Parque y Reserva Nacional Katmai. Intercaladas entre dichas grabaciones se presentan entrevistas a antiguos conocidos suyos, que hablan de sus recuerdos y opiniones tanto sobre los puntos de vista de Treadwell como sobre su persona.
La película final fue coproducida por Discovery Docs, la unidad fílmica de documentales de Discovery Channel y Lions Gate Films. La banda sonora fue compuesta por el cantante de folk Richard Thompson.

## Crítica
La obra fue estrenada el 12 de agosto de 2005 en el Festival de Cine de Sundance. Recibió buenas críticas, algunas de ellas admirativas. Dentro de los reconocimientos alcanzados se destacan el de la Asociación de Críticos de Cine de Los Ángeles y el del Círculo de críticos de cine de Nueva York, ambos al mejor documental.